# La Bruyère blanche
Pour plus de détails, voir Fiche technique et Distribution.
La Bruyère blanche (The White Heather) est un film muet américain réalisé par Maurice Tourneur, sorti en 1919.

## Synopsis
Lord Angus Cameron voudrait se marier avec une femme de son rang, mais il s'est déjà marié des années auparavant avec Marion Hume, la gouvernante du château. Cameron cherche à répudier ce précédent mariage, la seule preuve étant un certificat qui se trouve dans l'épave d'un yacht, "The White Heather" ("La bruyère blanche"). Marion lui fait un procès pour prouver son bon droit et assurer l'avenir du fils qu'elle a eu de ce mariage, mais elle est déboutée. Alec McClintock, qui est amoureux de Marion, et Cameron cherchent à retrouver le document et ils plongent vers l'épave. Ils se battent sous l'eau et Cameron coule après avoir endommagé son propre tube d'alimentation en air en tentant de couper celui de son rival. Alec retrouve l'enregistrement du mariage et gagne le cœur de Marion. 

## Fiche technique
- Titre : La Bruyère blanche
- Titre original : The White Heather
- Réalisation : Maurice Tourneur
- Scénario : Charles Whittaker, d'après la pièce The White Heather de Cecil Raleigh et Henry Hamilton
- Direction artistique : Ben Carré
- Photographie : René Guissart, Harold Sintzenich
- Photographie sous-marine : J. Ernest Williamson, George Williamson
- Production : Maurice Tourneur
- Société de production : Maurice Tourneur Productions
- Société de distribution : Famous Players-Lasky Corporation
- Pays de production :  États-Unis
- Langue originale : anglais
- Format : noir et blanc — 35 mm — 1,37:1 — Muet
- Genre : drame
- Durée : 60 minutes
- Date de sortie :
  - États-Unis : 4 mai 1919 (première à New York)
- Licence : domaine public

## Distribution
- Holmes Herbert : Lord Angus Cameron
- Ben Alexander : Donald Cameron
- Ralph Graves : Alec McClintock
- Mabel Ballin : Marion Hume
- John Gilbert : Dick Beach
- Spottiswoode Aitken : James Hume
- Gibson Gowland